# Vi blanc
El vi blanc és una varietat de vi que pot tenir diferents tonalitats del groc, com de palla, groc verd o groc daurat. Es produeix per la fermentació alcohòlica de la polpa no acolorida de raïm que pot tenir la pell de color blanc o negre. En el procés de producció cal separar les pellofes per tal que no tintin el most. Una gran varietat de vins blancs ve proveïda de la gran quantitat de ceps i mètodes d'elaboració empleats, així com la relació de residus de sucre.
El vi blanc s'estima que es consumeix des de fa 2.500 anys, ha acompanyat el desenvolupament econòmic i s'instal·la a tots els països amb tradició en consum de vi, principalment a Europa, Amèrica i Oceania.
Hi ha diverses varietats de raïm blanc destinades a la producció de vi blanc. El seu color és groc o verd i es conreen en moltes zones del planeta. Algunes varietats són molt conegudes, com el chardonnay, el sauvignon i el riesling. També hi ha diferents varietats de raïm negre, com el pinot negre, que s'utilitza per produir vi blanc o xampany. Entre molts tipus de vi, el vi blanc sec és el més comú. Més o menys aromàtic i àcid, deriva de la fermentació completa del most.
Els vins dolços són aquells on s'interromp la fermentació abans que tots els sucres del raïm es converteixin en alcohol. Els vins espumosos, que en la seva majoria són blancs, són aquells en els quals el diòxid de carboni de la fermentació es manté dissolt al vi i es converteix en gas quan s'obre l'ampolla, oferint una espuma delicada.
El vi blanc es consumeix habitualment com a aperitiu abans de les begudes, amb les postres, o com a beguda refrescant . És tradicionalment relacionat amb la carn blanca i també amb certs tipus de formatges com el rocafort. El seu consum també ha estat habitualment associat a peixos i mariscs.
També s'utilitza molt en la cuina per a l'elaboració de diversos plats com carns blanques, peixos o mariscs, així com en l'elaboració del rissotto italià.

## Història

### Antiguitat

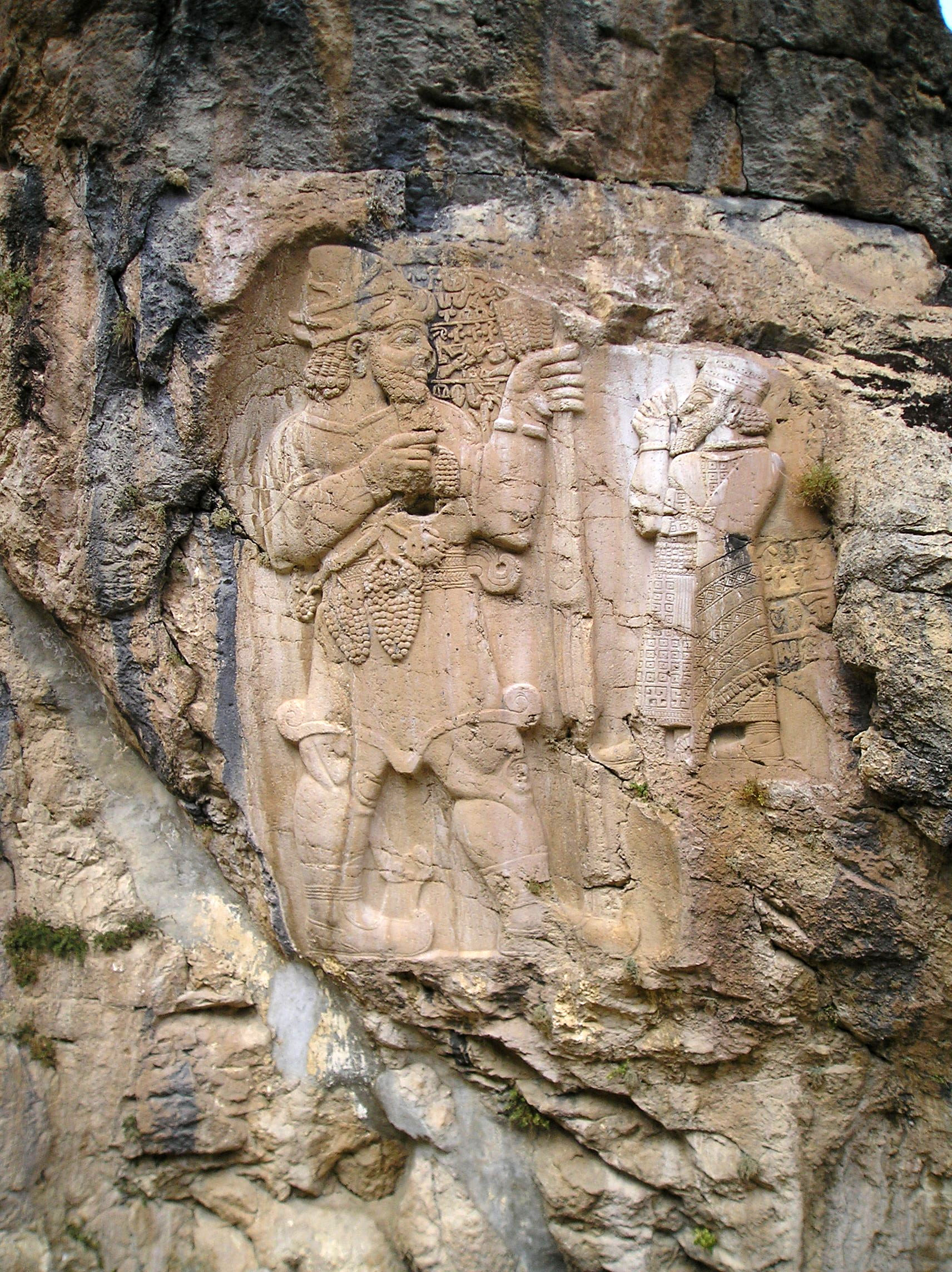
El rei hitita Warpalawa ofereix un raïm de raïms al déu Tarhunta. Baix relleu a la roca a Ivriz, Turquia, al principi del primer mil·lenni abans de Crist.

El primer rastre de vi que s'ha trobat ha estat datat fa 7.500 anys, en l'actual Iran, però els resultats de les excavacions arqueològiques no han estat capaços de determinar a partir de quina època va començar a ser produït vi. L'epigrafia parla de la presència del vi a Orient Mitjà: es produeix en les «terres altes» (les fronteres entre les muntanyes d'Anatòlia i Armènia) i després importats a Mesopotàmia, sobretot des del tercer mil·lenni abans de Crist. Les taules d'Hattusa descriuen el vi amb el terme «wiyana» a la llengua hitita, Gesti a sumeri,  i karânu en acadi.
A l'antiga Grècia el vi ja havia estat desenvolupat i utilitzat des d'Hipòcrates, un metge nascut al voltant del 460 aC que ho prescriu comunament als pacients. Utilitzava «Vi vinós blanc» i «vi blanc amarg» entre els seus remeis, una mostra de la diversitat de la producció en aquest moment.
A l'època romana el tipus de viticultura practicat pels grecs va ser el seu model durant molt de temps, i la producció incloïa vi blanc. Els rics patricis romans organitzaven banquets on el cost del menjar era un signe de prestigi, i en la gamma de productes cars, el vi tenia un paper predominant. Els ciutadans més rics van construir sumptuoses viles a la badia de Nàpols, on la vinya havia estat conreada des de la seva introducció pels grecs. L'Aminum o raïm antic produïa un vi blanc dolç produït com a vi calent que s'assembla al Madeira actual. la conquesta de les regions més al nord va animar els romans a conrear la vinya i l'elaboració de vins més lleugers i menys dolços. També els va animar a buscar noves varietats silvestres adaptables a aquestes zones distants on les varietats mediterrànies van mostrar els seus límits. Per exemple, es van plantar vinyes en les riberes del Rin per proporcionar a les legions romanes una beguda saludable en comparació amb l'aigua, que poques vegades era potable. El vi es prenia fresc a l'estiu i calent a l'hivern, una pràctica que encara perdura en el segle xxi.

### Edat Mitjana

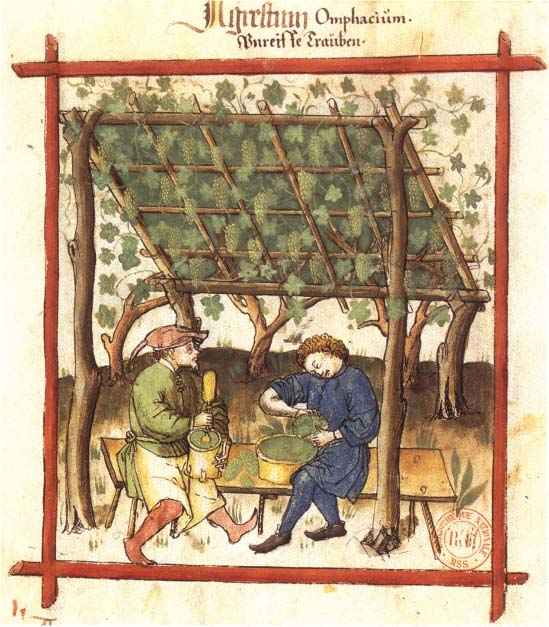
Raïm blanc a l'Alta Edat Mitjana.

Els comerciants de vi no van poder sobreviure a la caiguda de l'Imperi Romà d'Occident i la viticultura es va reduir dràsticament. Les tribus germàniques preferien beure cervesa i no van veure el valor del comerç del vi, a més que els vikings van tallar les rutes marítimes a l'Atlàntic. Al sud, els sarraïns van dur a terme campanyes militars al sud d'Europa que van convertir en despoblats importants zones vinícoles com el Llenguadoc, la Provença, el sud d'Itàlia i el vall del Duero.
El coneixement sobre la cultura de la vinya va ser conservat per l'Església catòlica: el vi era necessari per a la celebració de la missa i els monjos van plantar vinyes en les latituds altes i van incrementar les àrees cultivades monàstiques. Difícil de transportar i emmagatzemar, el vi es va mantenir durant molt temps com un producte per al consum local. El comerç es va restablir inicialment després que l'enriquiment dels nobles i prelats, ja que, igual que amb els romans, l'art de la taula reflectia la reputació de l'hoste.
El comerç fluvial va ser de gran importància en el desenvolupament de les vinyes. Els països germànics es van beneficiar de la navegabilitat del Rin i el Danubi per poder exportar la seva producció. Carlemany va contribuir a aquest creixement mitjançant la promulgació del seu Capitular de Villis que incloïa un conjunt de regles sobre el cultiu de la vinya en totes les àrees. Va ser una època de gran desenvolupament de la cultura del vi blanc a Alemanya i Àustria. Les vinyes d'Europa central van arribar a 100.000 hectàrees, que era tres vegades i mitja la superfície de la dècada de 1990. A partir del segle XIII, els comerciants que distingeixen el vinum hunicum ('vi dels huns'), que era consumit pel poble, del franci vinum ('vi dels francs '), que era el vi de l'aristocràcia rica. Van ser reconegudes les varietats de Riesling i Sylvaner a partir de finals de l'edat mitjana.
Part del comerç europeu va ser per mar al llarg de la costa atlàntica. Els anglesos, a continuació els holandesos i després els escandinaus en la seva demanda de vi, van crear una moda per a la sembra entre Bordeus i la Rochelle. Quan es va introduir la producció de vi a la vora del Charanta, al segle xvii, els vins blancs de Charente van ser catalogats com conyac. Al mateix temps, el vi blanc sec popular entre els holandesos es va produir a nord, al voltant del port de Nantes a partir de les actuals àrees del Vall del Loira. Aquestes vinyes i els del sud-oest de França tenien les seves xarxes de vendes gràcies a la navegabilitat del Loira i el Garona.
A la conca mediterrània les Croades van enriquir les repúbliques rivals de Venècia i Gènova. Per subministrar a les tropes dels rics senyors francs aquestes repúbliques els proporcionaven vi de Grècia. El port de Monembasia, que exporta una gran quantitat de vi blanc, va donar el seu nom a la varietat Malvasia. Un cop de tornada a casa, els governants i rics aristòcrates nord-europeus es van interessar pels vins dolços que van gaudir a l'Orient, procedents de raïms de les vinyes de Llenguadoc-Rosselló i Espanya. El comerç d'aquests vins es va veure facilitat pel seu alt contingut d'alcohol, que garantia la preservació durant el llarg viatge cap al nord d'Europa.

### Edat Moderna

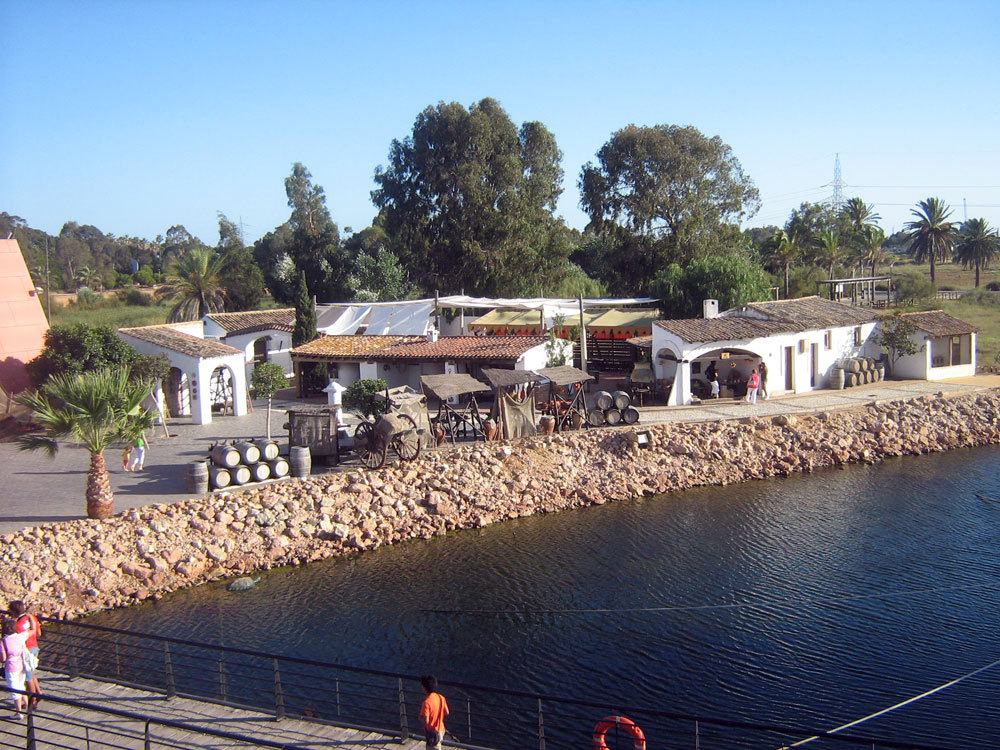
Reconstrucció de l'antic port de Palos de la Frontera.

L'any 1453 l'Imperi Otomà va conquistar Constantinoble i la situació dels venecians i genovesos es va deteriorar. El comerç del vi entre l'Europa mediterrània i el nord es va reduir significativament. Al mateix temps, els espanyols acabaven d'acabar la seva Reconquesta i van reemplaçar el vi mediterrani pel de producció pròpia, especialment per als consumidors holandesos i anglesos. El port de Sanlúcar de Barrameda va començar a exportar grans quantitats de vi blanc que era l'avantpassat del modern xerès. Aquest vi va ser anomenat sac i va causar sensació a Anglaterra. Fins i tot malgrat la bel·ligerància entre els dos països (com en l'episodi de l'Armada Invencible l'any 1588) el comerç va continuar -de vegades proporcionat pels pirates que robaven el que no podien comprar. Entre 40000 i 60000 barrils de 500 litres cadascun van sortir de la costa espanyola anualment cap Anglaterra i els Països Baixos (aquest volum d'uns 300000 hectolitres representaria dos terços de la producció d'avui en dia).
Des del segle XVI es van plantar les primeres vinyes europees a Amèrica: primer a Mèxic i a continuació a Perú, Bolívia, Argentina, i Xile. aquesta producció es va afegir als ceps autòctons que creixien a Mèxic, tot i que aquesta producció precolombina no era per a la producció de vi, ja que els raïms estaven massa àcids. Eren utilitzats per produir acachul, una beguda endolcida amb mel i fruits
La Petita Edat de Gel va suposar la sentència de mort de la viticultura del nord d'Europa. La vinya va desaparèixer del nord de l'Imperi Germànic i de Baden, i l'altitud màxima per a la viticultura va descendir a 220 msnm (metres sobre el nivell de la mar). Hans-Jürgen Otto va observar que: «totes les vinyes van sofrir una gran disminució en l'àrea». A Anglaterra, la vinya també va desaparèixer. la interrupció de la fermentació per un hivern fred va portar a la descoberta del procés de fermentació secundària del xampany.

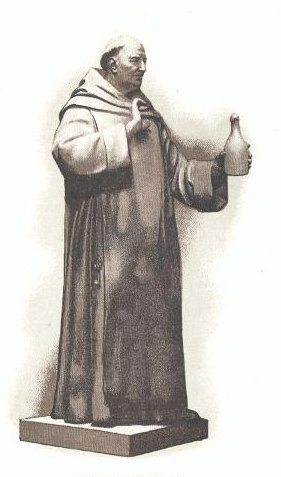
Dom Pérignon, el llegendari creador del xampany.

L'enriquiment de part de la població va crear una moda dels vins rars. Aquest fenomen, que ja era responsable del desenvolupament del xerès a Anglaterra, es va reproduir a l'Europa Central. El descobriment dels beneficis del cultiu de raïms blancs es va dur a terme al voltant de l'any 1650 a Hongria amb el desenvolupament de vi Tokaji. Hugh Johnson va declarar que: «el Tokaji de fa tres segles va ser el millor vi dolç del món, que va ser heretat d'una tradició vitivinícola de llarga durada». Desenvolupat amb un raïm del qual la seva maduresa excepcional es deu a un secret comercial, aquest vi desenvolupa també les seves qualitats a través d'un procés que durant molt de temps es va mantenir en secret en els seus cellers subterrànis. Apreciat per la Casa d'Habsburg, el Tokaji va experimentar un comerç rendible. No va ser substituit fins 120 anys després, quan es va experimentar un mètode de verema tardana en les escarpades ribes del Rin. La seva utilització per al Sauternes va ser confirmada l'any 1836 en el Château La Tour Blanche, quan la collita va donar un vi de gran sabor que requeria diversos anys d'envelliment en barrils.
Altres regions també van descobrir secrets que enriquirien el vi. Així va ser que un monjo anomenat Dom Pérignon fou el llegendari creador del xampany.  En una vinya del nord, va desenvolupar un vi especial que donaria lloc a una passió excepcional pel vi produït en un clima en el qual no es podia esperar que aconseguís la maduresa ni el color suficient.
La moda de beure vi blanc sec barat va començar a París al segle xviii: per evadir l'impost especial, els parisencs van prendre el costum d'anar a beure el seu vi en els locals de productors fora de la ciutat. Van començar a obrir-se cabarets en els suburbis, anomenats  Guinguettes  (similars a les tavernes) de manera que el vi que se servia també va ser anomenat «guinguet». Es tractava d'un vi dels turons del Sena o del Marne, agre, però les condicions de transport de l'època no permetien que fora consumit de forma prematura.

### Edat Contemporània

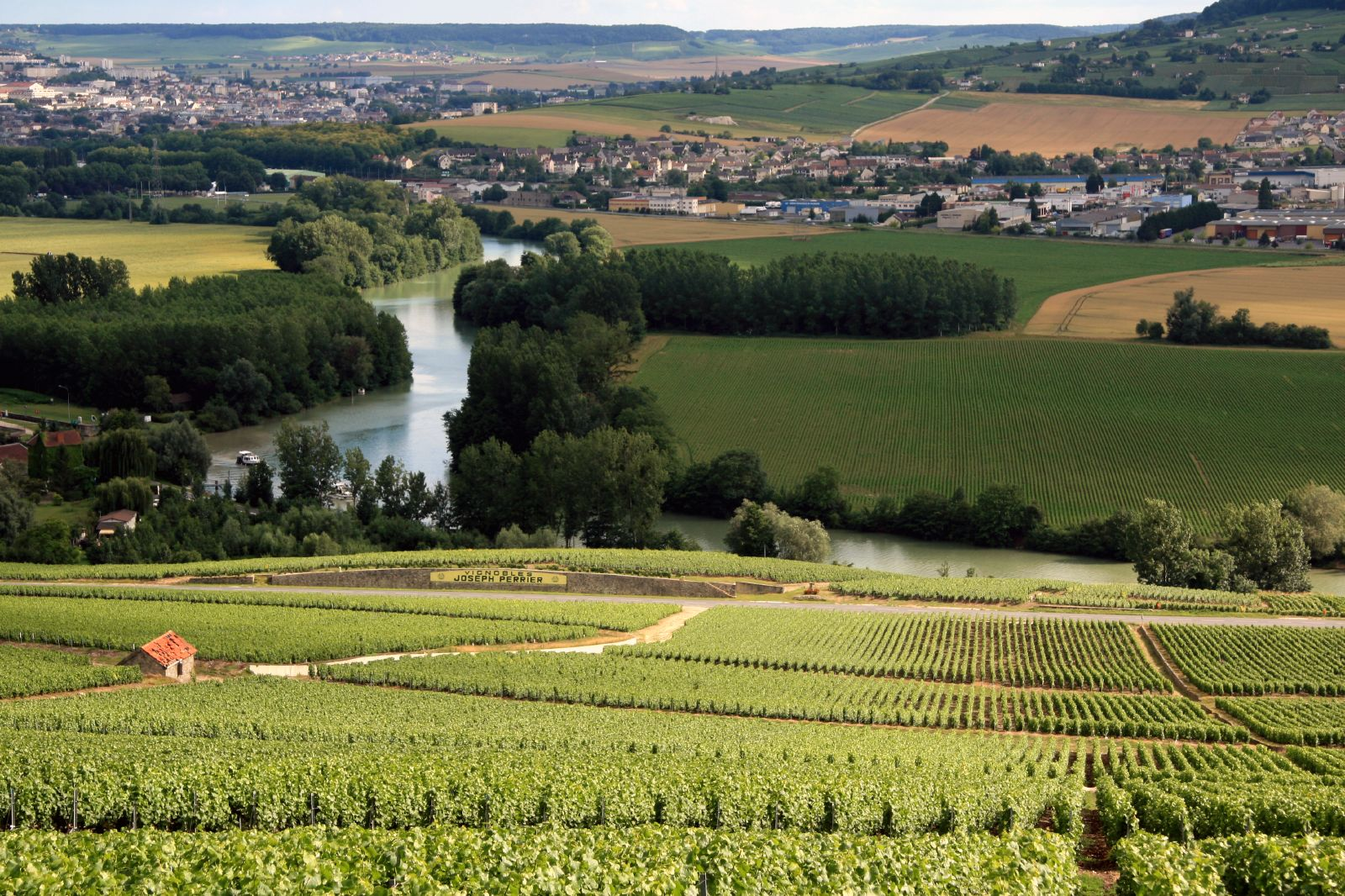
Panorama de plantacions als turons de la regió de la Xampanya.

El xampany va ser creat al segle xviii], però va ser al segle següent quan es va produir la seva expansió global. Els regnes europeus el van convertir ràpidament en el vi elegant dels seus talls, encara que la seva producció, necessàriament en ampolles, va fer d'ell un producte molt car. Hugh Johnson assigna un important paper diplomàtic al xampany: Talleyrand hauria ofert aquest vi a la taula de negociació del Congrés de Viena, utilitzant-lo per relaxar el to de les discussions. L'ocupació de la regió de Xampanya per les tropes russes l'any 1815 va publicitar el vi escumós entre l'aristocràcia russa. El  Veuve Clicquot  (Viuda Clicquot) va reservar el seu vi als seus ocupants dient «beuen avui, demà pagaran ...»
El progrés de la indústria del vidre (sobretot per l'ús de carbó) va ajudar a democratitzar l'ús de l'ampolla de vidre. La producció de vi escumós va augmentar dramàticament i es va estendre al continent americà. La tècnica de fabricació es va industrialitzar i es va inspirar en altres regions, però la reputació del xampany va patir. El progrés del xampany va ser un producte de la revolució industrial que li va permetre estar dins de les possibilitats econòmiques de les classes mitjanes. 

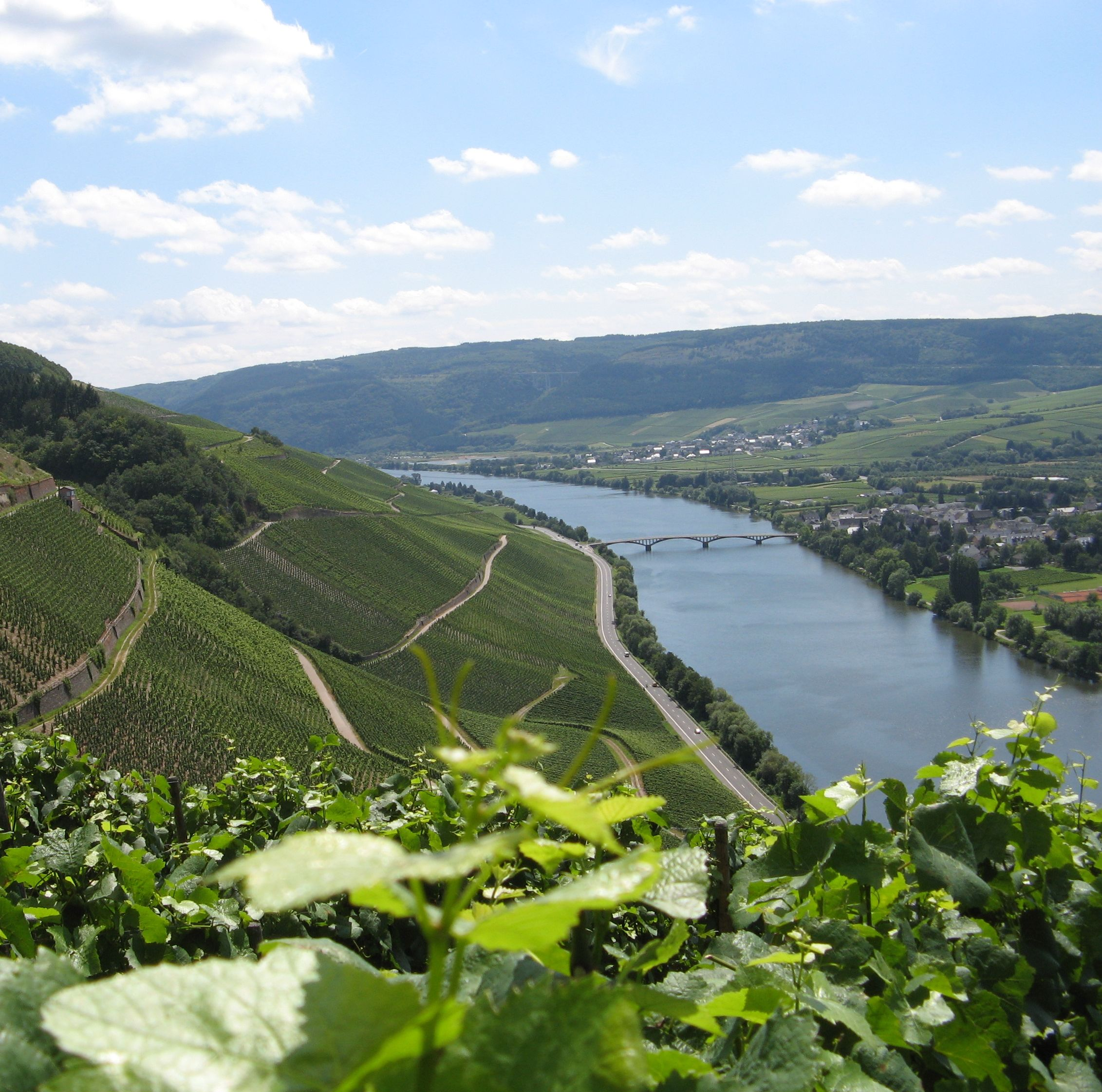
Les pronunciades riberes del riu Mosel·la en una vinya alemany, Annaberg at Schweich.

El període del segle xix abans de l'arribada de la fil·loxera va ser una edat d'or de vi. La revolució industrial va enriquir a una clientela burgesa dels millors vins i l'èxode rural a les fàbriques va crear un gran mercat per als vins produïts en massa. Un exemple destacat dels vins blancs va ser la viticultura a Alemanya. La sensació de llibertat infosa en els vinicultors alemanys sota ocupació francesa durant el Primer Imperi va impedir a l'aristocràcia i el clergat de la recuperació de totes les vinyes dels que van ser despullats. La pràctica de la collita tardana va ser generalitzada i els vins més o menys dolços van guanyar l'equilibri en contra de la seva sempre viva acidesa. L'any 1872 va ser creat l'Institut d'Investigació d'Horticultura i Viticultura (Forschungsanstalt Geisenheim) de Geisenheim, que va ser la font d'una gran quantitat d'entrecreuament que va propiciar noves varietats -la més coneguda d'elles va ser la Müller-Thurgau. Durant el mateix període, Suïssa va adoptar, en les ribes del llac de Ginebra, vinyes per produir predominantment vi blanc.
Durant el segle xx es va produir l'auge de plantacions de vinyes en països on eren desconegudes. No obstant això, la producció va ser inestable en llocs amb temperatures altes durant la fermentació. L'ús de grans contenidors va crear problemes de fermentació: els llevats produïen calor que no es podia rebaixar, i més enllà de 35 °C els microorganismes comencen a patir i la fermentació s'alenteix i s'atura. Després de refredar el vi es necessita una nova addició de llevat per a reprendre la fermentació (per no parlar dels efectes adversos sobre els aromes del vi i el risc de picada làctica). A Califòrnia es va experimentar en la recerca del control de la temperatura de fermentació: la seva aplicació al vi blanc va revolucionar els resultats d'aquest tipus de vi. Els vins europeus, marcats pels seus processos de molta del raïm, eren diametralment oposats a aquells vins molt afruitats marcats per una vitalitat refrescant. Durant els anys 1960-1990, aquests mètodes de vinificació es van traslladar a Europa i l'ús d'equips de refrigeració és ara àmpliament utilitzat en gairebé totes les regions productores de vi blanc.

## Producció

### Zones climàtiques

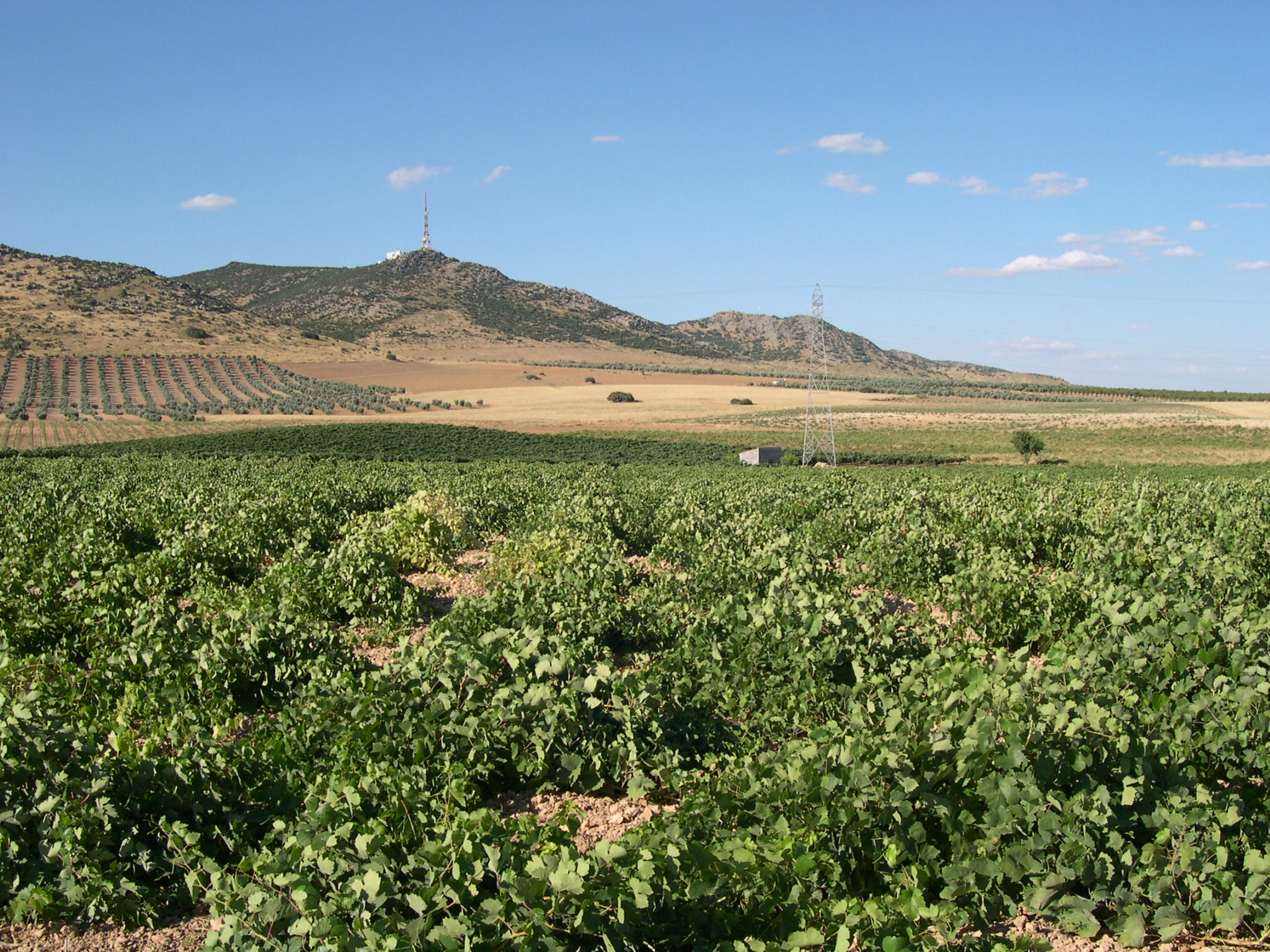
Vinyes a la província de Ciudad Real, a Espanya. Tot i l'elevada temperatura mitjana anual de Castella-la Manxa, aquesta regió alberga el 50% de les vinyes espanyoles.

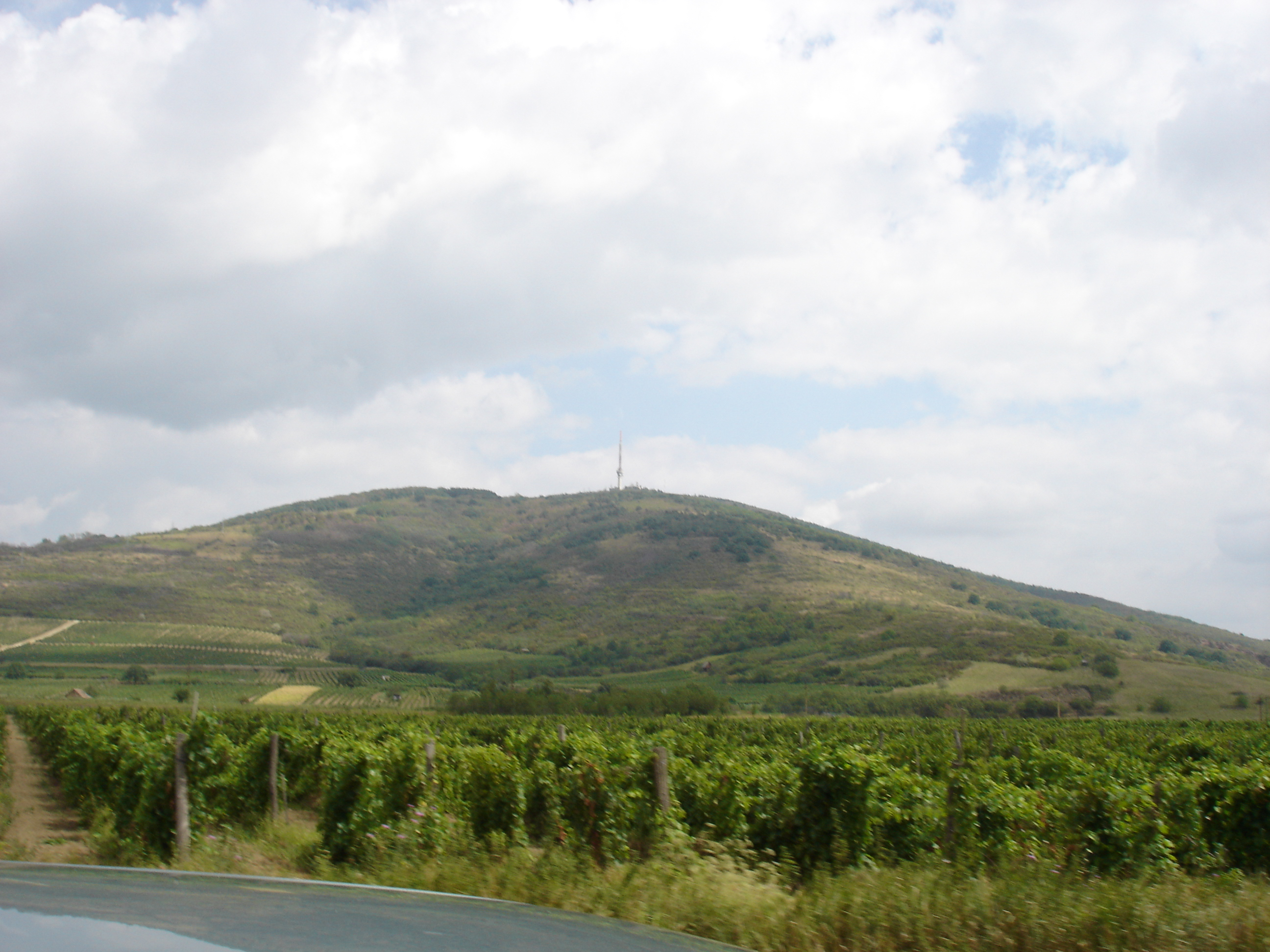
Vinyes a Tokaj (Hongria), que creixen en roques volcàniques en una important regió vinícola de l'Europa central.

Molts països productors de vi produeixen vi blanc. No obstant això, el raïm blanc necessita menys calor que els raïms vermells per madurar: la manca de maduresa dels tanins no és un problema, ja que no s'extreuen a la premsada. A més, el balanç de gust es basa en una vivacitat significativa a causa de l'acidesa. Els raïms per a la producció de vi blanc sec es cullen just abans de la maduració. Aquestes condicions de producció poden funcionar en localitzacions més septentrionals o muntanyoses per a la producció de vins blancs secs.
A Europa, les vinyes d'Alemanya són predominantment blancs (63,1% de l'àrea de producció en 2006), igual que les vinyes suïsses (més del 50% de l'àrea de producció són raïms blancs) i les vinyes de Luxemburg (93% de la zona de producció de raïm blanc o grisos). A França, la meitat nord produeix la major part dels vins blancs (Alsàcia, Jura, Xampanya, i el vall del Loira). A Espanya, paradoxalment, Castella-la Manxa representa el 50% de les vinyes espanyoles, produint majoritàriament vins blancs en una àrea molt gran de producció en una zona d'altes temperatures. La regió de Catalunya produeix una gran quantitat de raïms blancs que es transformen en el vi escumós anomenat cava. La zona de producció de cava és de 45000 hectàrees dins d'una àrea total de producció de 65600 hectàrees.
A Amèrica s'han desenvolupat vins blancs i negres, alguns dels quals són reconeguts arreu del món. Els vins blancs han hagut de conquerir territoris hostils de predomini del vi negre com les muntanyes Rocoses o el Canadà. Al Canadà, la tècnica del vi de gel pot produir vins excepcionals en un clima que és aparentment desfavorable. Canadà és el major productor de vi de gel del món. a l'Argentina hi ha zones on predominen els vins blancs, com els Valls Calchaquíes a la província de Salta. Hi h allà una ruta del vi que uneix diferents cellers on el cep majoritari és el torrontès. Els Estats Units i el Canadà són els principals mercats als quals s'exporta el vi d'aquesta zona.
Les zones més càlides de sud també produeixen vi blanc, però en una proporció menor. A més, són sovint vins dolços o fortificats o generosos, vins dolços naturals i vins ««vinès», El «vi «vinès» és aquell al qual s'afegeix l'alcohol després de la fermentació, el vi «mutat» al qual s'afegeix l'alcohol durant la fermentació, i el vi «licor» al qual s'afegeix abans». com en el cas de les vinyes de tot el Mediterrani (moscatell, madeira i marsala).

### Zones geològiques
Segons Claude i Lydia Bourguignon, els vins negres s'adapten bé als sòls basats en pedra calcària, mentre que els millors vins blancs es produeixen en sòls sobre roques metamòrfiques (Alsàcia, Mosel·la, Anjou) o roques volcàniques (Tokaj a Hongria i Eslovàquia).
A més, els vins blancs també es produeixen en terres amb un subsol de pedra calcària com la base calcària de la regió vinícola de Xampanya, o la pedra calcària sota la marga silícia de Chassagne-Montrachet, que formen el teló de fons d'alguns dels vins més prestigiosos de món.

## Consum
| País                | %      |
| Porcentatge mundial | 40.6 % |
| Austràlia           | 60 %   |
| Txèquia             | 60 %   |
| Nova Zelanda        | 56 %   |
| Luxemburg           | 53 %   |
| Finlàndia           | 50 %   |
| Regne Unit          | 47 %   |
| Àustria             | 46,9 % |
| Irlanda             | 44 %   |
| Estats Units        | 40 %   |
| Alemanya            | 39.8 % |
| Argentina           | 39 %   |
| Itàlia              | 37 %   |
| Suècia              | 36 %   |
| Canadà              | 35.1 % |
| Suïssa              | 31 %   |
| Països Baixos       | 30 %   |
| Rússia              | 30 %   |
| Bèlgica             | 28.4 % |
| Espanya             | 28 %   |
| Dinamarca           | 27 %   |
| Noruega             | 25.1 % |
| Xile                | 25 %   |
| Portugal            | 25 %   |
| França              | 21 %   |